# Auguste et Émile Burle
Pour les articles homonymes, voir Burle.

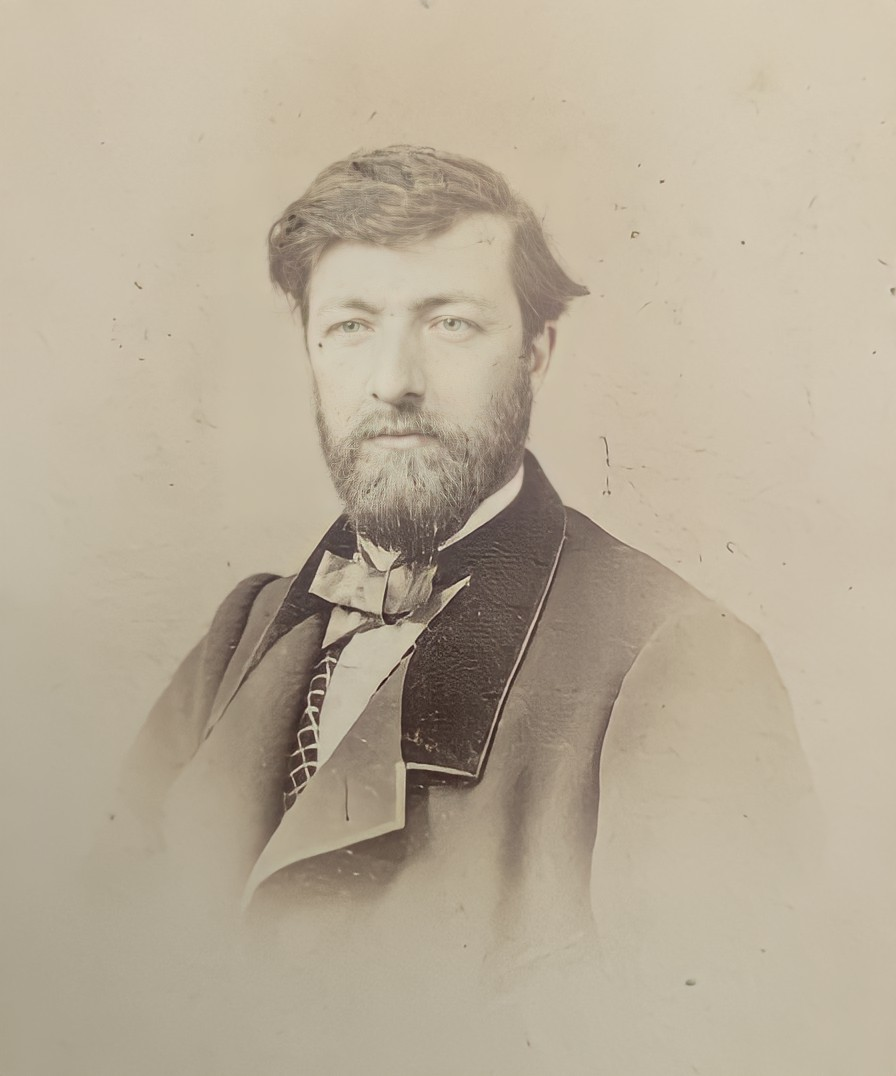
Portrait d'Émile Burle.

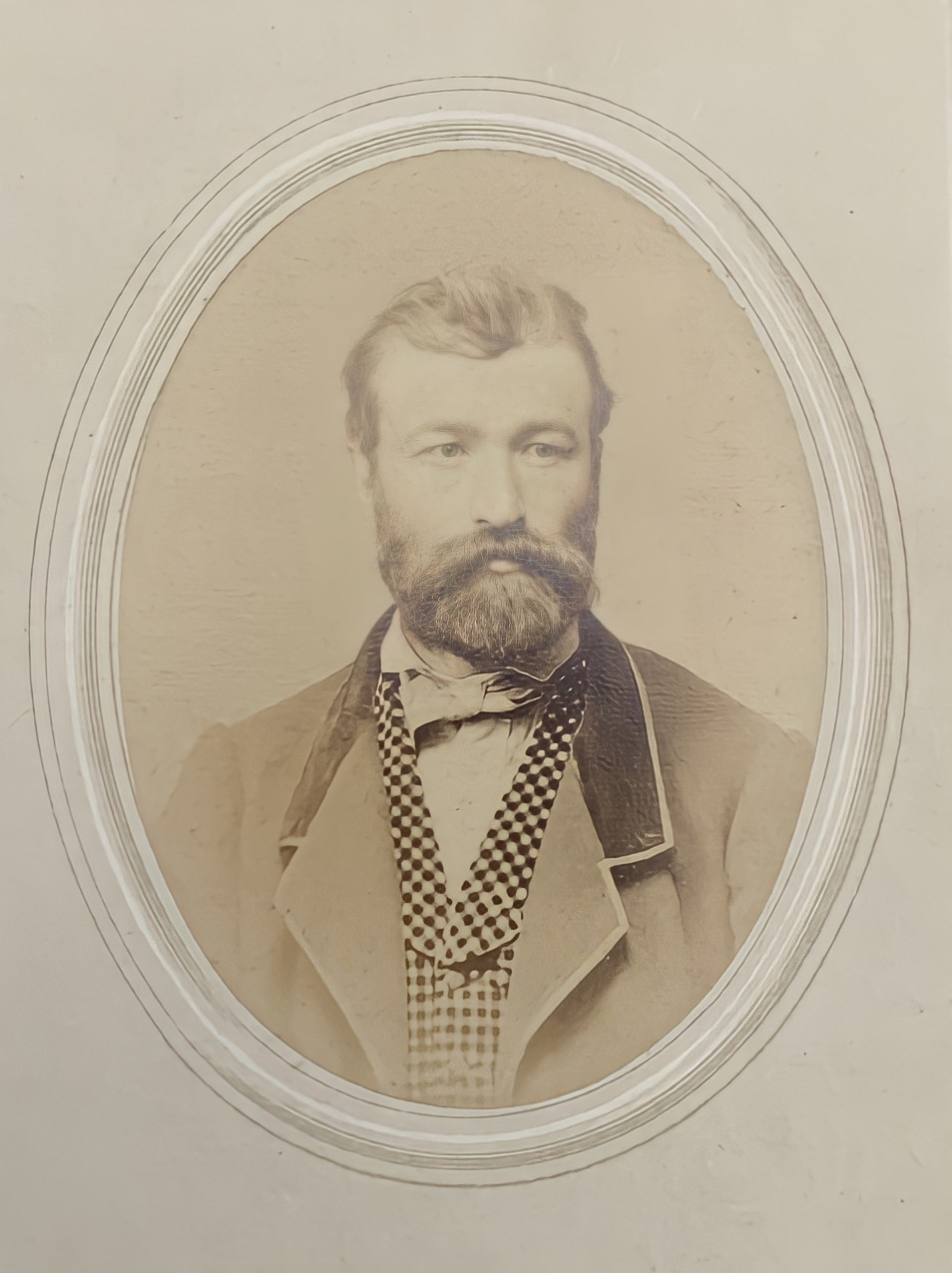
Portrait d'Auguste Burle.

Jacques, Louis, Auguste Burle (30 octobre 1835-13 septembre 1889) et Jean, Arnoux, Émile Burle (20 septembre 1832-29 décembre 1875) sont des frères, botanistes, spécialistes de la flore des alentours de Gap dans les Hautes-Alpes. Leur père Louis, Arnoux, Burle est mégissier.

## Biographie
Auguste et Émile Burle sont nés à Gap dans une famille de sept enfants avec Louis, Jules et Félix. Ils sont négociants.
Auguste et Émile Burle sont membres de nombreuses sociétés telles que le Club alpin français en 1874, la Société botanique de Lyon en 1872 pour Auguste et en 1873 pour Émile, ou la Société d'études des Hautes-Alpes.
Émile participait activement aux mêmes activités que son frère mais par règle d'ordre, seul son frère Auguste était inscrit à la Société botanique de France. Cependant, Émile est membre de la Société Vogéso-Rhénane (société d'échange de plantes) en 1872.
Les frères Burle passent beaucoup de temps dans les montagnes aux alentours de chez eux pour récolter différentes plantes conservées en excellent état et réaliser des sorties alpines. Mais ils possèdent aussi une importante collection de coléoptères.
Ils échangent avec de nombreux botanistes leurs récoltes et sont des collecteurs de nombreux herbiers tels que ceux de l'herbier général de l'Herbier de l'Université Montpellier 2 Sciences et Techniques du Languedoc (MPU), de l’herbier du docteur Antonin Théveneau (Musée du Biterrois), de l'Herbier de l'Université Louis Pasteur de Strasbourg (STR) pour Émile Burle.
De leur vivant, ils font don de leur herbier des environs de Gap à la Société botanique de Lyon.
Ils sont amis intimes du botaniste Henri Gariod, qui rédige la notice nécrologique d’Émile en 1876.

## Reconnaissance scientifique
Leur herbier historique récolté entre 1870 et 1889 est constitué de plantes des alentours de Gap, il est composé environ de 30 000 parts. Les deux frères ont récolté 1 115 genres et 10 697 taxons différents. Leurs spécimens sont issus des Alpes du Dauphiné, mais comportent aussi de nombreuses récoltes européennes issues d’échanges avec d’autres botanistes comme E. de Valon, Jean-Joseph Lannes, A. Fauché-Prunelle, Henri Gariod, Élisée Reverchon, l'abbé Faure, l'abbé E. Lombard, Alexis Jordan, Casimir Arvet-Touvet, l'abbé Guiguet et l'abbé Chaboisseau.
Ils ont chacun à leur niveau contribué à améliorer la connaissance des plantes du département des Hautes-Alpes.